# صندوق کودکان ارمنستان
صندوق کودکان ارمنستان (انگلیسی: Children of Armenia Fund؛ ارمنی: Հայաստանի Մանուկներ» Բարեգործական Հիմնադրամ (ՔՈԱՖ)) یک سازمان غیرانتفاعی می‌باشد که برای پیشرفت فرصت‌های آموزشی و ایجاد زیرساخت‌ها برای کودکان و خانواده‌ها در سراسر روستاهای ارمنستان اختصاص داده‌ شده است.

## تاریخچه
این صندوق در ۲۰۰۴ میلادی توسط گارو آرمن دانشمند و بشردوست ارمنی-آمریکایی بنیان‌گذاری شده‌است. تلاش‌های «صندوق کودکان ارمنستان» در روستایی در استان آرماویر آغاز شد و از آن زمان تاکنون به ۶۳ شهرداری در ۵ استان ارمنستان گسترش یافته‌است.